# گور سنگی

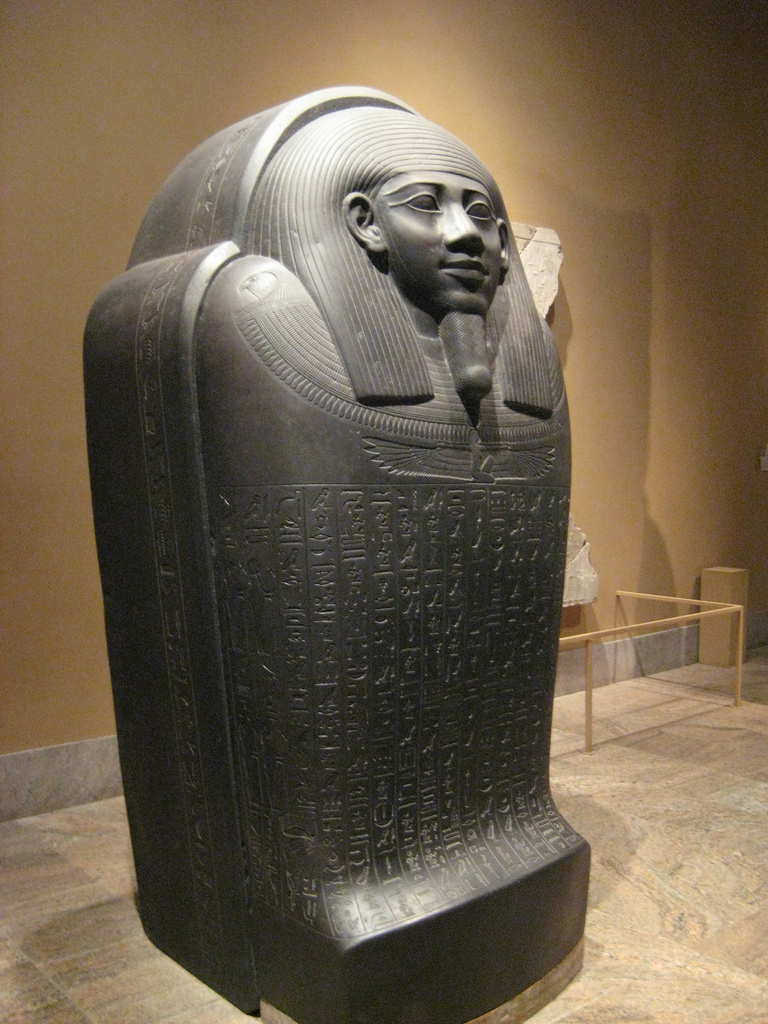
گور سنگی فردی به نام «هورخِبیت» از مصر باستان که از سنگ بازالت ساخته شده‌است. این تابوت‌دان در سال ۱۹۰۲ در سقاره یافته شد.

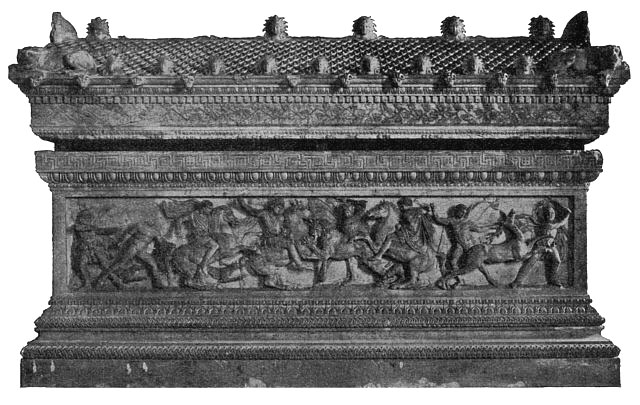
گور سنگی اسکندر که در سال ۱۸۸۷ در صیدا پیدا شد.

گورِ سنگی یکی از انواع نگه‌دارنده‌های جسد است که معمولاً از جنس سنگ ساخته می‌شود و گاه در سطح بیرونی یا درونی آن تزئینات ویژه‌ای نیز حکّاکی می‌شود.
فرهنگستان زبان برای این معنی واژه «تابوت‌دان» را استفاده کرده که با توجه به این‌که معمولا در این گورهای سنگی پیکر مرده قرار داده می‌شود و نه تابوت آن‌ها، این معنی درست نیست.
گورهای سنگی بیشتر برای نگه‌داری پیکرهای افراد بسیار مهم به‌ویژه برای پاپ‌ها و فرعون‌ها ساخته و استفاده می‌شد. در مصر باستان، مومیایی‌های افراد مهم را با یک یا چند تابوت چوبی در گورهای سنگی قرار می‌دادند. یکی از مهم‌ترین گورهای سنگی تاریخی، گور سنگی اسکندر است.
گورهای سنگی باستانی در آغاز به صورت مکعب ساخته می‌شد، امّا بعدها شکلِ بدن انسان به آن‌ها داده شد.